# Rhabdomastix (Rhabdomastix) megacantha
Rhabdomastix (Rhabdomastix) megacantha is een tweevleugelige uit de familie steltmuggen (Limoniidae). De soort komt voor in het Nearctisch gebied.